# Сасинівка
Саси́нівка — село в Україні, у Пирятинській міській громаді Лубенського району Полтавської області. Населення становить 709 осіб. Колишній орган місцевого самоврядування — Сасинівська сільська рада.

## Географія
Село Сасинівка знаходиться на берегах річки Перевід в місці впадання в неї річки Руда, вище за течією на відстані 3 км розташоване село Червоне, нижче за течією на відстані 0,5 км розташоване село Першотравневе. Поруч проходить залізниця, станція Сосинівка за 1 км.

## Історія
Село Козацьке, засноване в середині XVII століття. За універсалом гетьмана І.Скоропадського 1708 віддане пирятинському сотникові Семену Вакуленку, потім перейшло у володіння генерального підскарбія Андрія Макаровича.
Сасинівка на 1781 рік відноситься до першої Пирятинської сотні Лубенського полку, мала 273 хати, з них козаків виборних 117, козаків — підпомічників — 12, посполитих коронних у тому числі і рангових — 116. В 1787 році в селі проживало 749 жителів жіночої та чоловічої статі різного звання, казенні селяни, козаки і кріпаки власників — радника Григорія Закревського та бунчужного товариша Соханського дружини Ганни.
За переписом 1859 року у с. Сасинівка 159 дворів, 1659 жителів, дерев'яна Покровська церква із дзвіницею побудована у 1789 році (не збереглась). В 1900 році центр однойменної волості, 380 дворів, 1916 жителів, діяла земська школа, три сільських громади: козацька, казенних селян і селян власників, 25 вітряків, 10 олійниць, цегельний завод графині Мусіної — Пушкіної. В 1910 році — 437 господарств, 2706 жителів. У 1905-07 роках жителі с. Сасинівка брали участь у революційних подіях. Радянську владу оголошено в січні 1918 року. З 1923 року по 1925 рік село належало до Березоворудського району Прилуцького округу, з 1925 року у складі Пирятинського району.
Село особливо постраждало внаслідок геноциду українського народу, проведеного урядом СССР 1923—1933 та 1946—1947. Під час проведеного радянською владою Голодомору 1932—1933 років померло щонайменше 345 жителів села.
12 червня 2020 року, відповідно до розпорядження Кабінету Міністрів України № 721-р «Про визначення адміністративних центрів та затвердження територій територіальних громад Полтавської області», село увійшло до складу Пирятинської міської громади.
19 липня 2020 року, в результаті адміністративно — територіальної реформи та ліквідації Питятинського району, село увійшло до складу новоутвореного Лубенського району.

## Населення
Згідно з переписом УРСР 1989 року чисельність наявного населення села становила 938 осіб, з яких 386 чоловіків та 552 жінки.
За переписом населення України 2001 року в селі мешкало 707 осіб.

### Мова
Розподіл населення за рідною мовою за даними перепису 2001 року:
| Мова       | Відсоток |
| ---------- | -------- |
| українська | 97,88 %  |
| російська  | 2,12 %   |

## Сучасний стан
Загальна площа Сасинівської сільської ради на даний час становить 9185 га., в тому числі ріллі — 5843,5 га., сіножатей — 706 га., пасовищ — 432 га., лісу −387 га., боліт — 834 га., земель особистих підсобних господарств — 522 га. До Сасинівської сільської ради входять 6 сіл загальною площею 1223га. с. Сасинівка, с. Кейбалівка, с. Леляки, с. Першотравневе, с. Меченки, та с. Червоне, населення налічується 1245 чоловік.

### Соціальна сфера
На території сільської ради діє Сасинівська загальноосвітні школи І -ІІІ ст. та Кейбалівський навчально-виховний комплекс, два дошкільних навчальних заклади, чотири Фельдшерсько — акушерські пункти, працює три заклади культури, три бібліотеки, Сасинівською сільською радою разом з громадською організацією «Сасинівське джерело» розроблено та виграно два проекти «Питна вода» та «Придбання шкільного автобуса», по програмі ПРООН «Місцевий розвиток орієнтований на громаду» де спільними зусиллями та за підтримки ПРООН, Пирятинської районної ради та Держадміністрації, Обласної ради та Держадміністрації громади Сасинівської сільської ради було залучено майже 364,00 тис. гривень на реалізацію цих проектів.

### Економіка
Діють чотири сільськогосподарські підприємства ТОВ"ПКЗ Агро" керівник Щербина О. В., ПСП «Першотравневе» керівник Сокальський В. Г., ТОВ «Леляківське» керівник Ящик О. М.. та ТОВ «Дорошенко-Агро-Плюс» керівник Дорошенко В. В..
На 2012 повністю газифіковано п'ять сіл сільської ради.
В Сасинівці було засновано бренд «Scents and Sensations» — власники вирощують лаванду і виготовляють із неї різноманітну продукцію.

### Культура
На території сільської ради працює три заклади культури, в цьому році всі заклади культури провели не тільки творчі звіти а відзначили «Свята села» в с. Сасинівка, с. Кейбалівка, с. Перевідне (Першотравневе), в с. Леляки.
Учасники народних колективів Сасинівського будинку культури «Заспів» та молодіжний ансамбль «Молодички» виступали як на сцені Сасинівського будинку культури, районного будинку культури так і за межами району. На «Сорочинському ярмарку» так і на сценах м. Києва та м. Луцька.

## Пам'ятки
У зводі пам'яток Пирятинського району записані наступі об'єкти:
- Сасинівський гідрологічний заказник місцевого значення (природа)
- Поселення, рання залізна доба (археол.)
- Курганний могильник І (археол.)
- Курганний могильник II (археол.)
- Курганний могильник III (археол.)
- Курганний могильник IV (археол.)
- Курганний могильник V (археол.)
- Курган І (археол.)
- Курган II (археол.)
- Братська могила радянських воїнів (1941), пам'ятний знак полеглим землякам (1960) (іст.)
- Місце поховання жертв Голодомору 1932—1933 рр. (іст.)

## Галерея

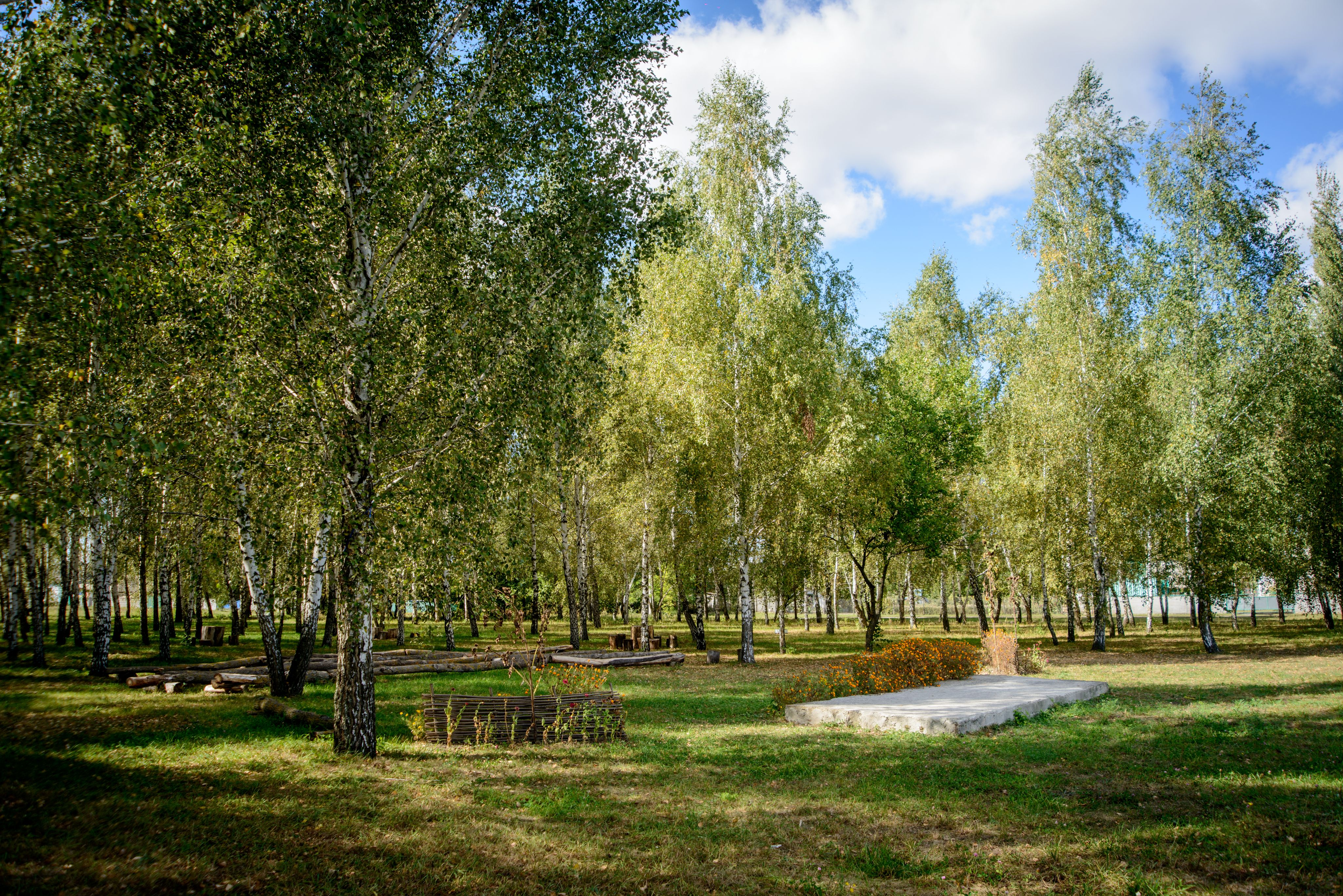
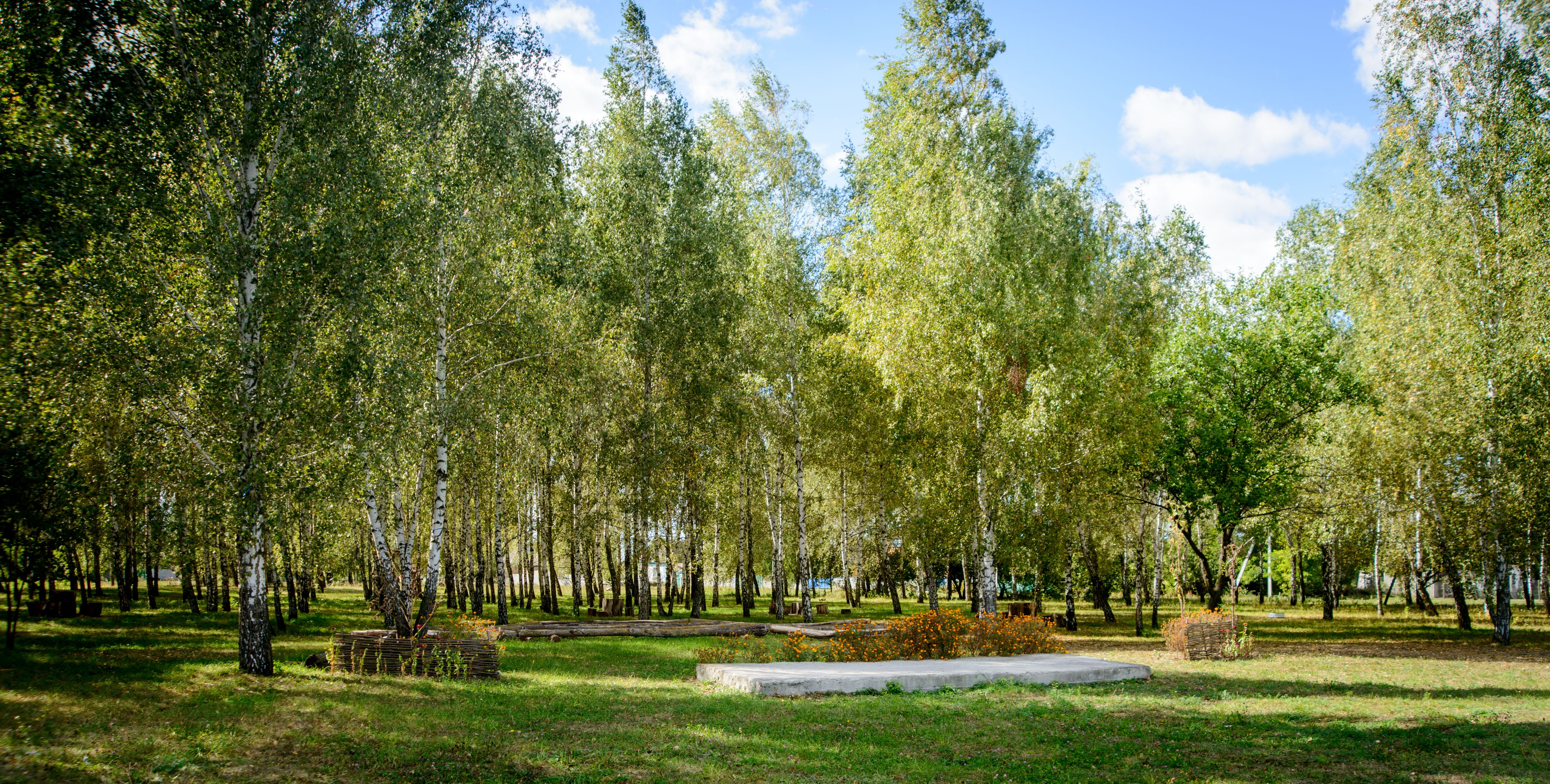
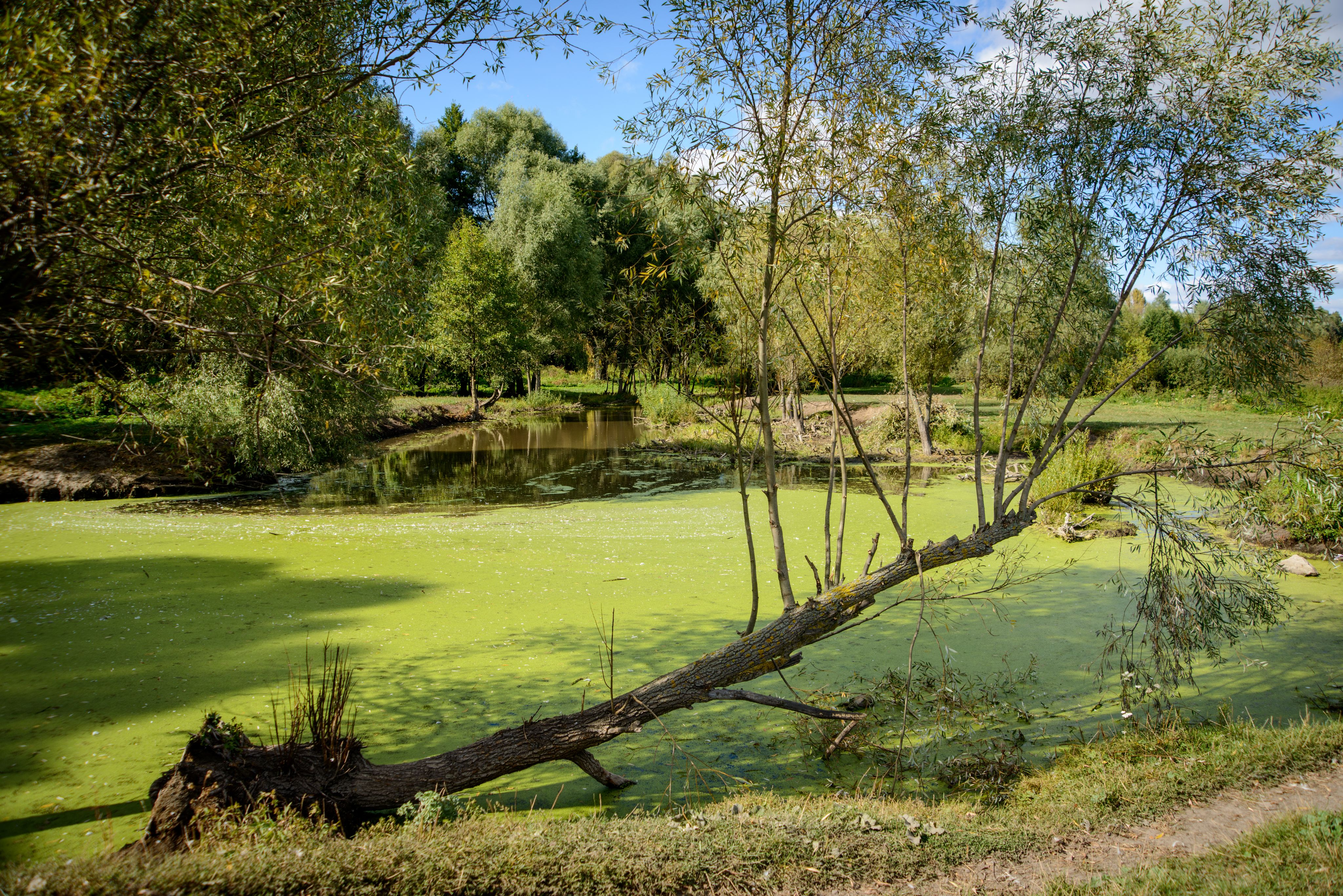
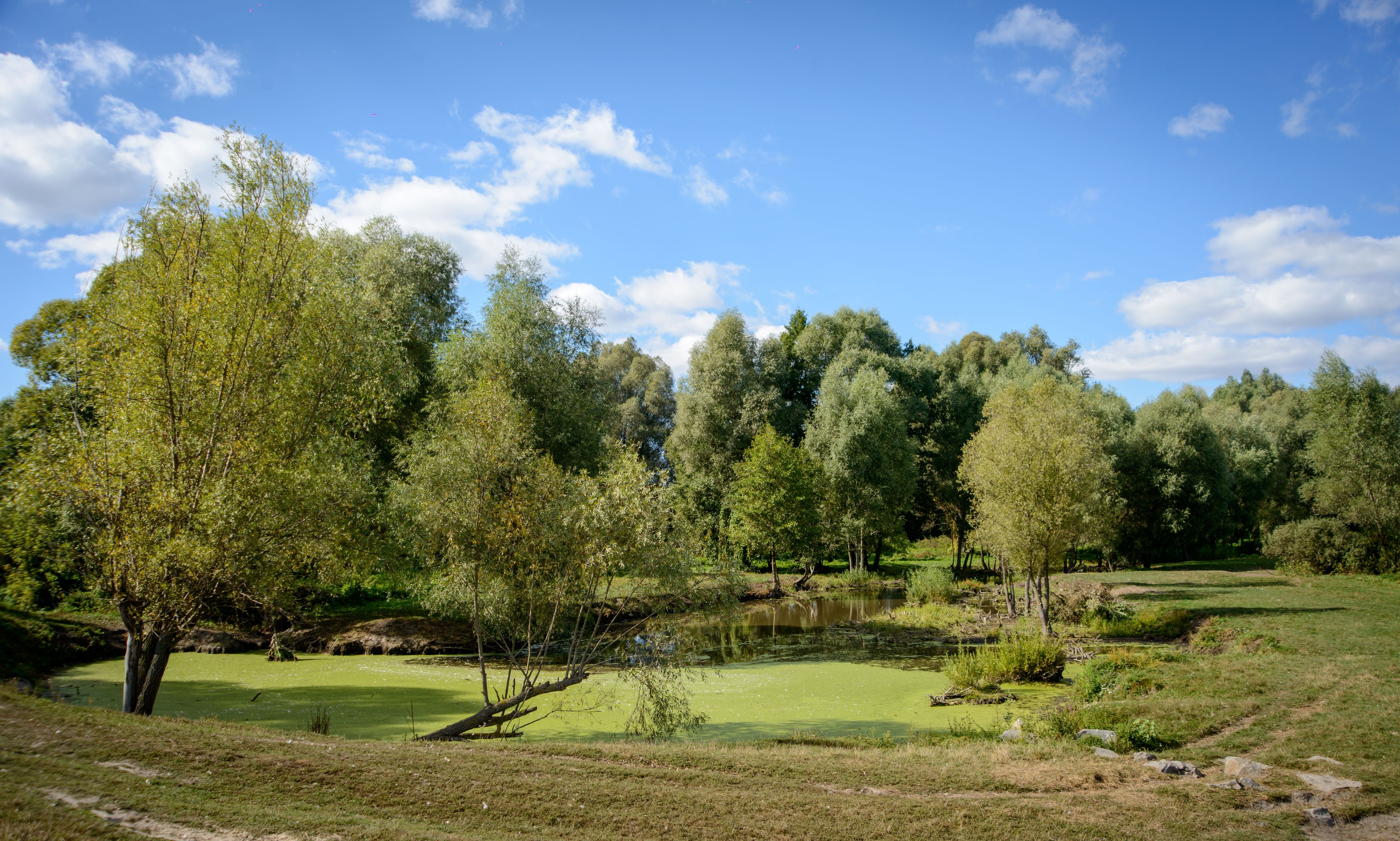
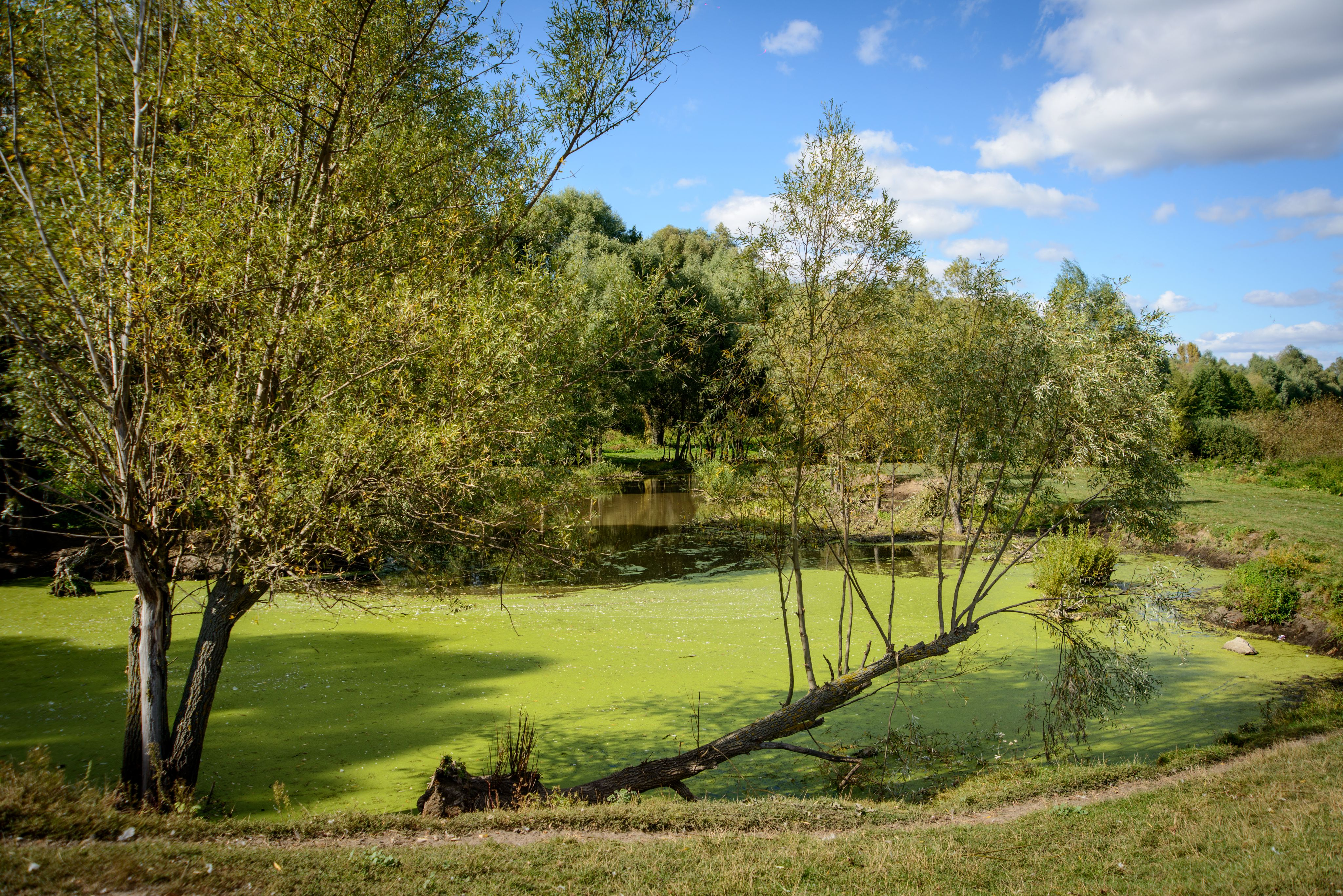
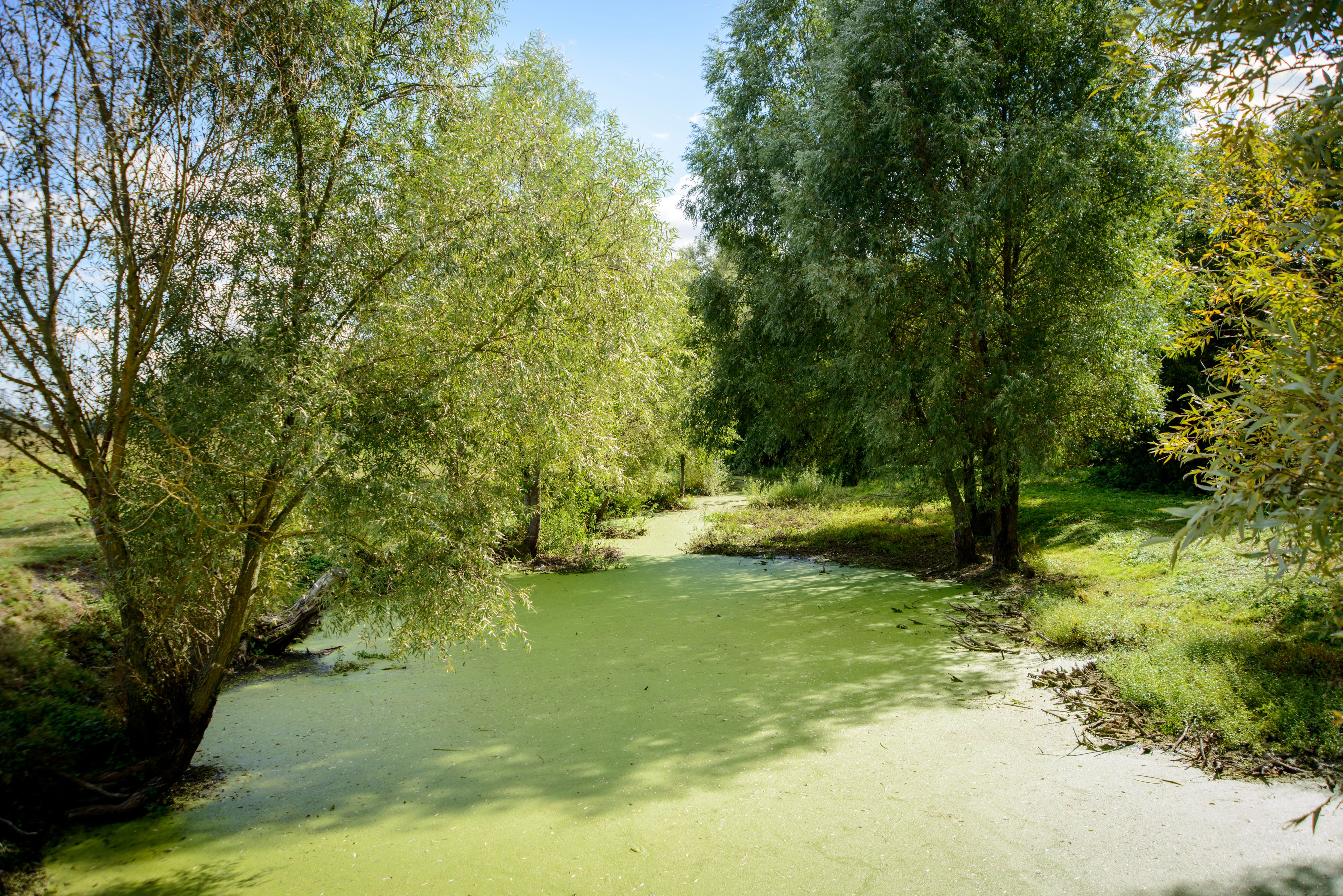